# 1-乙基-5-甲氧基吲哚
1-乙基-5-甲氧基吲哚是一种有机化合物，化学式为C11H13NO。它可由5-甲氧基吲哚在碳酸铯存在下和苯基三乙基碘化铵在甲苯中加热反应，或在氢氧化钾存在下和溴乙烷在二甲基亚砜中反应得到。它和苯乙酮、硫在乙酸存在下于二甲基甲酰胺中反应，可以得到8-乙基-5-甲氧基-2-苯基-8H-噻吩并[2,3-b]吲哚。